# Kalpa (Himachal Pradesh)
Kalpa (Hindi कालपा, Kālpā) ist ein Ort im indischen Bundesstaat Himachal Pradesh. Vor 1962 hieß der Ort Chini und Kalpa war ein Teil des Ortes. Der Ort liegt im Distrikt Kinnaur, 2759 m hoch über dem Satluj-Tal gegenüber dem heiligen Berg Kinnaur Kailash, und war dessen traditioneller Hauptort.

## Geografie
Der Ort liegt am Osthang des Satluj-Tal gelegen. Der Ort befindet sich oberhalb des zwei Kilometer und 450 Höhenmeter entfernten Bezirkshauptort Rekong Peo sowie des ebenfalls nah an Rekong Peo gelegenen Kothi. Zweieinhalb Kilometer Luftlinie entfernt liegt der ebenfalls im Tal gelegene Ort Shontong, zu dem es jedoch keine direkte Straßenverbindung gibt.
Sechseinhalb Kilometer weiter hinten im Tal befindet sich ebenfalls in Hanglage der Ort Pangi, in die andere Richtung liegt Roghi gut drei Kilometer von Kalpa entfernt.

### Klima
Kalpa ist mit 2759 Meter hoch gelegen und das Klima ist auch dementsprechend beeinflusst. Der Winter dauert von Oktober bis Mai, während der Sommer entsprechend kurz ist. Der Minusrekord -15,4 °C beträgt, dieser wurde am 20. Januar 1985 verzeichnet. Die höchste je gemessene Temperatur war am 25. Juni 2005 mit 30,7 °C.
|                       | Jan  | Feb  | Mär   | Apr  | Mai  | Jun  | Jul  | Aug  | Sep  | Okt  | Nov  | Dez  |   |       |
| Mittl. Tagesmax. (°C) | 4,2  | 5,6  | 9,9   | 16,1 | 20,1 | 22,8 | 22,6 | 22,1 | 21,0 | 18,0 | 13,8 | 8,4  | ⌀ | 15,4  |
| Mittl. Tagesmin. (°C) | −4,2 | −3,1 | 0,1   | 3,9  | 7,0  | 10,6 | 13,1 | 12,9 | 9,8  | 4,6  | 1,5  | −1,2 | ⌀ | 4,6   |
|                       |      |      |       |      |      |      |      |      |      |      |      |      |   |       |
| Niederschlag (mm)     | 71,6 | 98,8 | 101,7 | 70,1 | 58,6 | 45,3 | 43,4 | 43,1 | 45,8 | 25,2 | 13,8 | 33,1 | Σ | 650,5 |
|                       |      |      |       |      |      |      |      |      |      |      |      |      |   |       |
| Regentage (d)         | 5,8  | 7,8  | 7,9   | 5,9  | 5,3  | 2,8  | 4,7  | 5,4  | 4,7  | 1,2  | 1,5  | 2,3  | Σ | 55,3  |

| −4,2 |

| −3,1 |

| 0,1 |

| 3,9 |

| 7,0 |

| 10,6 |

| 13,1 |

| 12,9 |

| 9,8 |

| 4,6 |

| 1,5 |

| −1,2 |

| −4,2 |

| −3,1 |

| 0,1 |

| 3,9 |

| 7,0 |

| 10,6 |

| 13,1 |

| 12,9 |

| 9,8 |

| 4,6 |

| 1,5 |

| −1,2 |

## Geschichte
Bekannt wurde Kalpa, damals noch Chini genannt, durch zwei Sommerbesuche von James Broun-Ramsay, 1. Marquess of Dalhousie, dem Generalgouverneur und Vizekönig von Indien von 1848 bis 1856. Er residierte im Old Forest Bungalow, dass heute noch besteht. Ebenfalls erwähnt wird der Ort im 1901 erschienenen historischen Roman Kim des britischen Schriftstellers Rudyard Kipling.
Nach 1960 wurde Kalpa eine Zeit lang Distriktshauptort von Kinnaur, wahrscheinlich löste der Name Chini zu dieser Zeit zu viele Assoziationen zum Nachbarland China aus, dass zu dieser Zeit Gebietsansprüche in der Region hegte und der Ort wurde 1962 umbenannt. Heute befindet sich der Distrikthauptort im neu entstandenen, 450 Meter tiefer gelegenen, Rekong Peo.

## Bevölkerung
Bei der Volkszählung 2011 lebten 1.236 Einwohner in Kalpa, von diesen gehörten 71,36 % zu den Scheduled Tribes und 8,9 % zu den Scheduled Castes. Mit 633 Männern bestand ein leichter Männerüberschuss. Zu diesem Zeitpunkt lebten 111 Kinder bis sechs Jahre im Ort und die Alphabetisierungsrate betrug 76,44 %.

## Bildung
Es existiert eine Primar- sowie eine Sekundarschule in Kalpa.

## Verkehrsanbindung
Von Kalpa eine über 22 Wenden führende 7 km lange Straßenverbindung hinunter ins Tal nach Rekong Peo. Weitere Straßenverbindungen führen Richtung Norden nach Pangi und in den Südwesten Richtung Roghi.
Kalpa wird mehrmals täglich von Bussen der Himachal Road Transport Corporation angefahren, es existieren neben etlichen Verbindungen nach Rekong Peo auch Direktverbindungen nach Shimla und Chandigarh. In Shimla sowie in Chandigarh gibt es einen Bahnhof und einen Regionalflughafen.

## Sehenswürdigkeiten

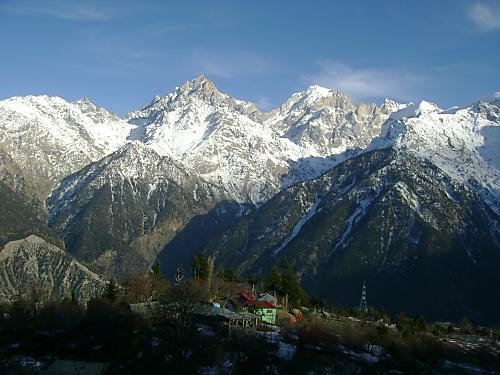
Aussicht auf den Kinnaur Kailash

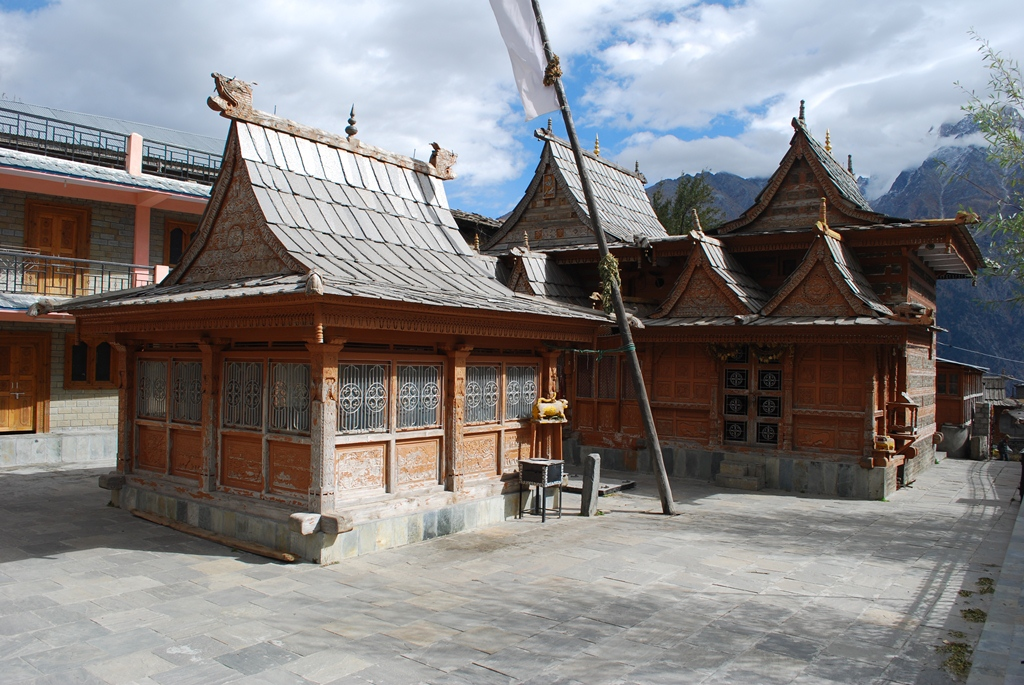
Hindu-Tempel in Kalpa

Es gibt einige buddhistische Klöster im Ort, darunter das Hu-Bu-Lan-Kar-Kloster, das von Rinchen Sangpo gegründet worden sein soll, der von 950 bis 1055 gelebt hat. Der Narayan-Nagini Tempel ist ebenfalls ein gutes Beispiel lokaler Handwerkskunst. Von Kalpa her kann man ebenfalls einen guten Ausblick auf den 6'032 Meter hohen Kinnaur Kailash genießen.